# Corhana
Corhana – wieś w Rumunii, w okręgu Neamț, w gminie Dulcești. W 2011 roku liczyła 496 mieszkańców.